# Un cas intéressant
Un cas intéressant (titre italien : Un caso clinico) est une adaptation pour le théâtre par l'écrivain italien Dino Buzzati de sa nouvelle Sept étages (Sette piani).

## Adaptation au cinéma et au théâtre
La nouvelle I sette piani ou Sette piani a été adaptée pour le théâtre par Dino Buzzati sous le titre Un caso clinico (paru en 1953 en Italie, paru en version française en 1955). Elle a été adaptée pour le théâtre en France par l'écrivain Albert Camus et mise en scène par Georges Vitaly sous le titre Un cas intéressant.